# Caulières
Caulières é uma comuna francesa na região administrativa de Altos da França, no departamento de Somme. Estende-se por uma área de 5,41 km². Em 2010 a comuna tinha 216 habitantes (densidade: 39,9 hab./km²).